# Imperial Air Cargo
Imperial Air Cargo — южноафриканская грузовая авиакомпания со штаб-квартирой в Йоханнесбурге (ЮАР), выполняющая грузовые авиаперевозки по внутренним маршрутам местного значения.

## История
Авиакомпания Imperial Air Cargo была образована в 2006 году и начала операционную деятельность 1 августа того же года. Компания работает на внутренних перевозках в ЮАР, однако рассматривает возможность выхода на международный рынок, в частности в Европу.
70 % собственности Imperial Air Cargo принадлежит южноафриканской авиакомпании Safair, остальные 30 % — другому авиаперевозчику страны Comair (30 %).

## Маршрутная сеть
В марте 2007 года авиакомпания Imperial Air Cargo работала на следующих направлениях грузовой сети перевозок:
- Йоханнесбург
- Кейптаун
- Дурбан
- Порт-Элизабет

## Флот
По состоянию на 24 сентября 2008 года воздушный флот авиакомпании Imperial Air Cargo составляли следующие самолёты:
- 3 Boeing 727-200F (в лизинге из авиакомпании Safair)